# Tana della Mussina
La Tana della Mussina è una cavità naturale sita in Borzano di Albinea, nei gessi del basso Appennino in provincia di Reggio Emilia.
Rappresenta uno dei più importanti monumenti dell'età eneolitica (III millennio a.C.) ma è anche di interesse naturalistico.
Nel 1871 Gaetano Chierici vi condusse uno scavo stratigrafico.
Nella grotta sono stati rinvenuti diversi scheletri o parti di essi e tra le diverse ipotesi una grotta sepolcrale

## Descrizione naturalistica

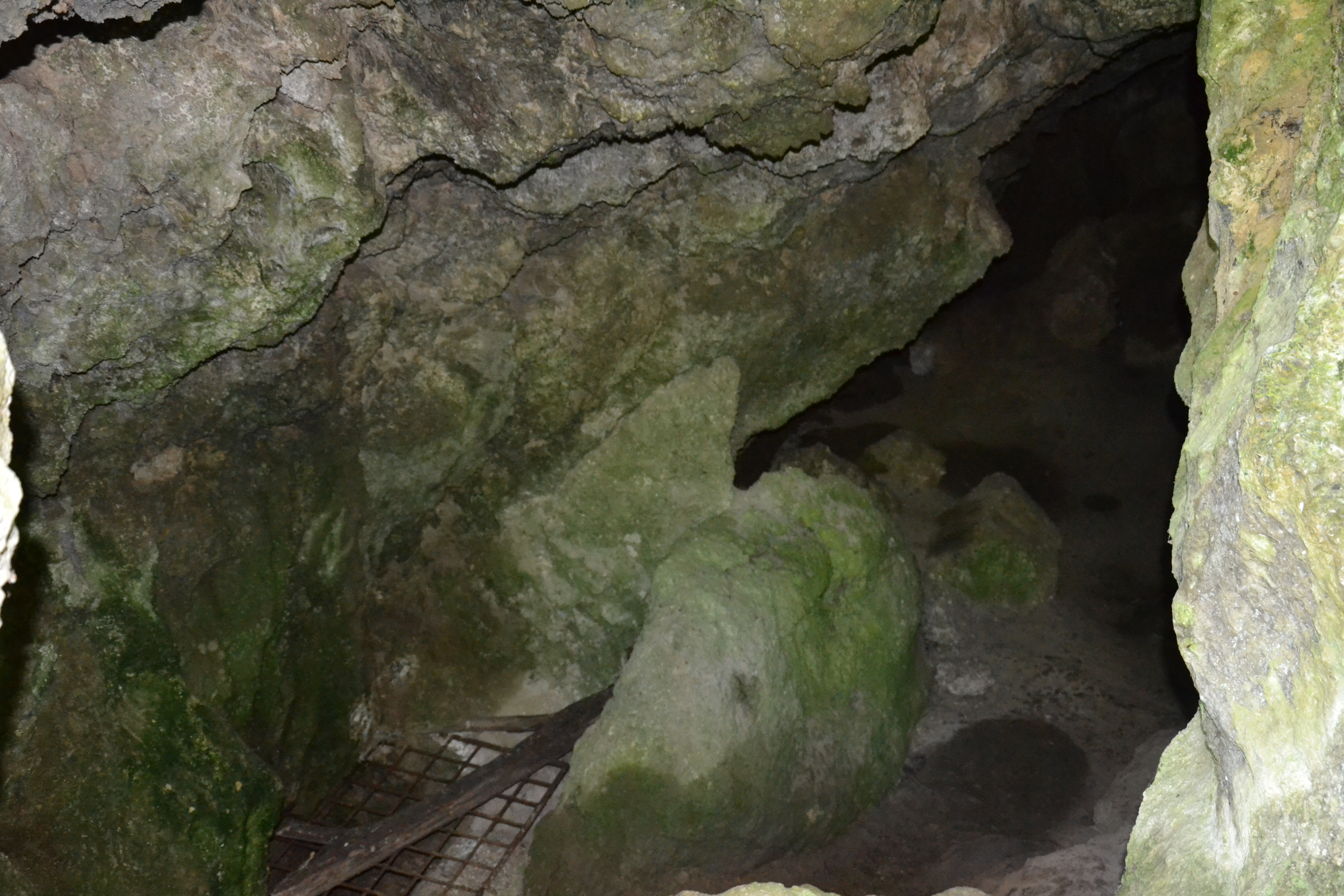
Interno della grotta

La Tana della Mussina è una grotta di origine carsica che si sviluppa nei gessi messiniani nell'area di Borzano. L'acqua e l'elevata solubilità della roccia gessosa sono all'origine della particolarità geologica della zona.

## Studi
La grotta fu scavata da Gaetano Chierici nel 1871. Vi furono rinvenuti diversi reperti ceramici, 15 accette in pietra verde, un pugnale in selce, svariati oggetti in osso e una lesina, nonché molti resti umani provenienti da almeno 18 individui di diversa età (6 fanciulli, 4 adolescenti e 8 adulti). Chierici riporta di aver trovato le ossa in una rientranza nella parete di sinistra, mentre i crani erano in quello che Chierici definisce "altare" e presentavano tracce di combustione. Proprio per la disposizione dei rinvenimenti Chierici ipotizzò che provenissero da riti sacrificali umani e banchetti cannibalici, ipotesi che alimentò diverse leggende legate all'area.

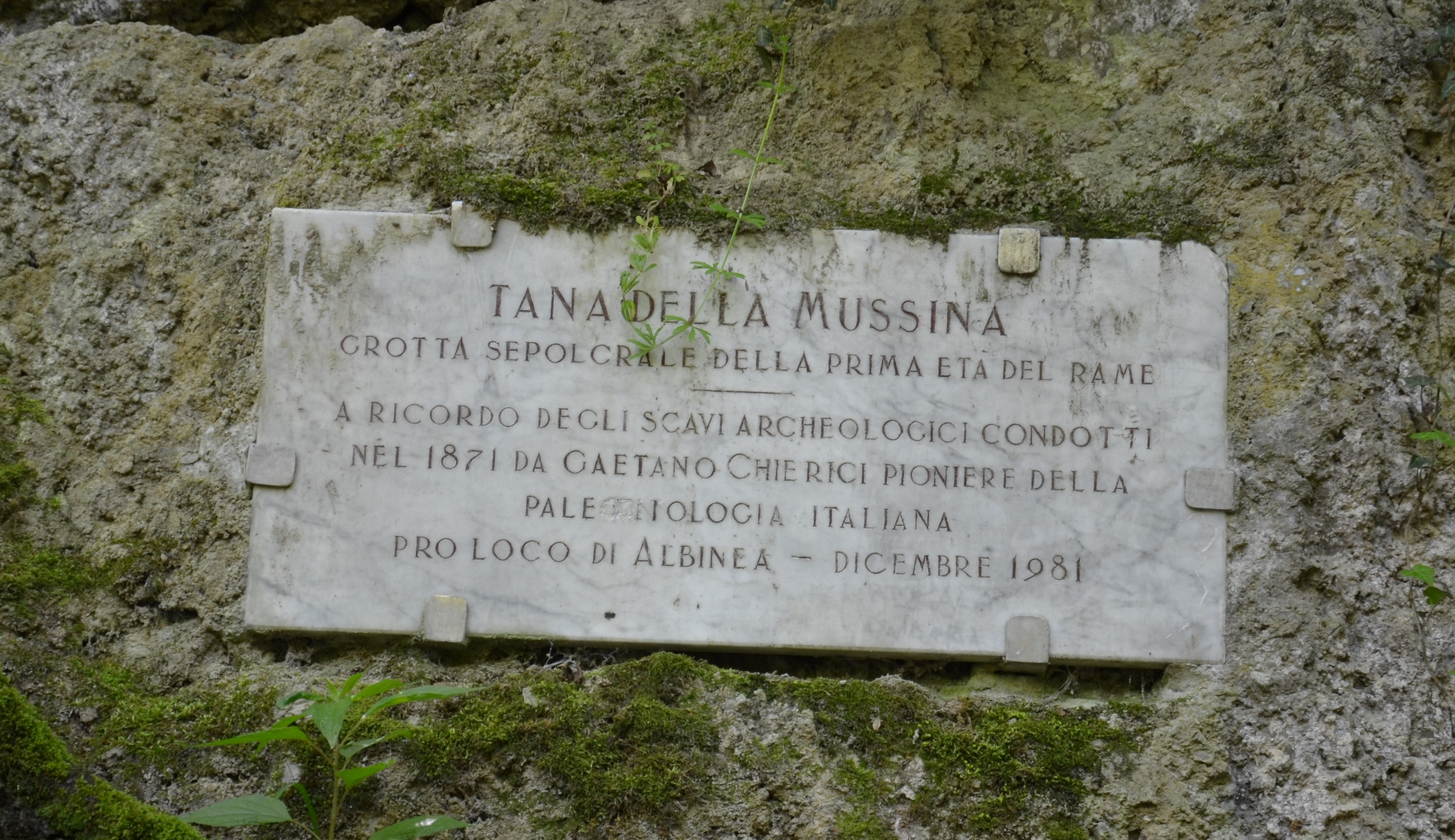
Targa davanti alla tana della Mussina

Gli studi si concentrarono sui resti umani, ma gli studiosi oggi sono concordi con l'affermare che la grotta fosse utilizzata come antro sepolcrale di una tribù eneolitica che vi deponeva crani e ossa lunghe dopo averli parzialmente cremati. Si tratterebbe quindi di quello che gli studiosi chiamano "deposizione secondaria", pratica già nota in siti coevi dell'Emilia Romagna.
Il rito funebre in questi casi ha una duplice funzione: riconsegnare il defunto alla Madre Terra tramite l'inumazione di una parte del corpo e ricordarlo presso i vivi tramite la conservazione di parti del corpo, in un primitivo culto degli antenati.
I reperti ritrovati nella Tana della Mussina sono oggi conservati presso i Musei Civici di Reggio Emilia.

## Le leggende
Molte sono le leggende interessano questo luogo e il castello vicino:
«questo speco misterioso, posto nella valletta del Lodola, non lunghi dal castello di Borzano»
La leggenda più diffusa racconta che la Mussina fosse una villana della quale si era innamorato il signore del vicino castello, ma dopo averla sedotta la cacciò. La donna incinta si rifugiò quindi nella grotta e dopo aver dato alla luce il bambino si vendicò una notte del signore sgozzandolo nel sonno. Dopo aver compiuto il delitto la Mussina si uccise gettandosi da una delle torri del castello ed ancor oggi il fantasma si aggira nell'area.
Secondo un'altra leggenda la Mussina sarebbe invece una guerriera accorsa per salvare una gentildonna dal nome Isotta dalle insidie di Ramorra, un bruto che viveva nel castello.
Gli abitanti del luogo, invece, hanno sempre identificato la Mussina con una strega o una maga.